# Ірма (ураган)
Ураган Ірма (англ. Hurricane Irma) — потужний атлантичний тропічний циклон 5 категорії. Перший великий ураган, що сформувався в східній частині Атлантичного океану після урагану «Джулія» 2010 року і другий великий атлантичний ураган сезону 2017 року. Станом на 8 вересня 2017 р. Ураган Ірма має категорію 5 за потужністю — найвищу в градації Американського національного центру ураганів. Її швидкість — 290 км за годину. Хвилі, що піднімає Ірма, сягають до 5-6 метрів у висоту. А за площею вона майже така сама, як Франція.
За словами губернатора Флориди Ріка Скотта, «Ірма» — потужніша за ураган «Ендрю», що обрушився на Флориду в 1992 році. Він був одним з найбільш руйнівних в історії метеоспостережень в США і привів до збитку, що на той момент оцінюється в суму від 26,5 до 34 млрд доларів (22-28 млрд євро).

## Гідрологічні характеристики
«Ірма» — класичний ураган Кабо-Верде, сформувався 30 серпня 2017 року поблизу островів Кабо-Верде при виході сильної тропічної хвилі з континентальної частини Африки. Завдяки сприятливим умовам ураган всього через 24 години після формування переріс в ураган 2 категорії.
5 вересня «Ірма» перетворився в ураган найвищої, 5 категорії небезпеки. Швидкість вітру досягла 295 км/год (швидкість поривів вітру — 360 км/год), що зробило «Ірму» найсильнішим атлантичним тропічним циклоном з часів «Вільми» в 2005 році.

## Поширення та розвиток урагану

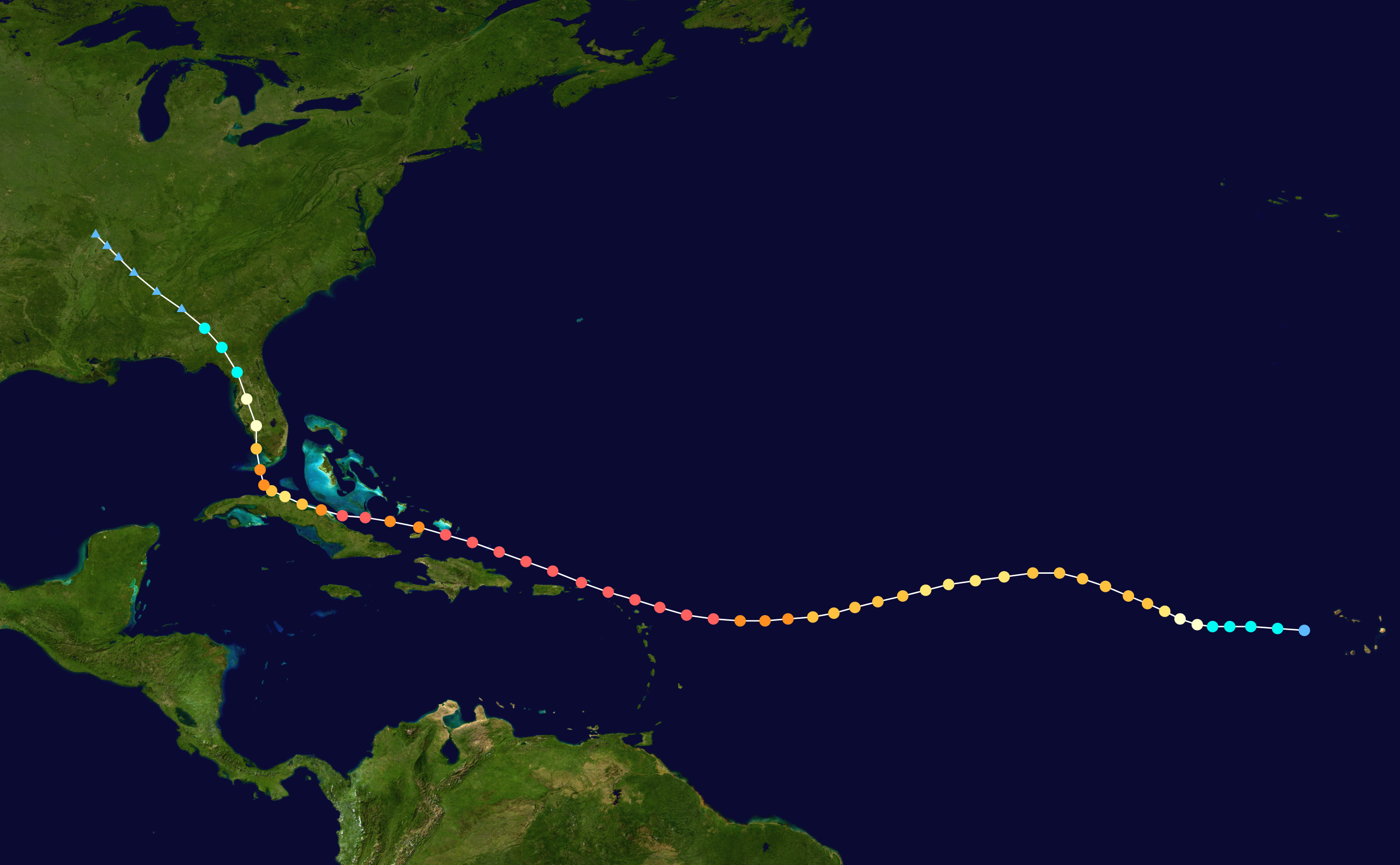
Траєкторія руху

Інфрачервона петля урагану Ірма, 5 вересня 2017 р., 5 категорія урагану

За даними на 5 вересня ураган наближався до Південно-Антильским островів. «Ірма» також загрожує жителям Куби, Домініканської Республіки, Гаїті, Багамських Островів і Флориди.
За даними на 8.09.17 р. «Ірма» вдарила по карибських островах Теркс і Кайкос."Ірма" призвела до підтоплень на північному сході Куби, де висота хвиль досягала шести метрів.
09.09.17 Ураган «Ірма» досяг Куби й вдарив по острову сильним вітром і дощем, дістався Камагуейського архіпелагу, що північному сході держави. «Ірма» — перший ураган п'ятої категорії, що налетів на Кубу за декілька десятиліть. Швидкість вітру урагану сягає 257 км/год. Острів заливають сильні зливи, підтопило рибальське село Кайбаріен. Влада заявила про значні руйнування. «Ірма» на 09.09.17 має максимальну п'яту категорію й рухається в напрямку США.
10.09.17  Ураган Ірма досяг Флориди, зокрема, архіпелагу з коралових рифів Флорида-Кіз, що на південному сході США 
11.09.17 "Ірма" вдарила по острову Марко біля західного узбережжя Флориди зі швидкістю вітру до 192 км/год, ураган послабшав, і йому присвоїли нижчу, другу категорію. Повідомляється, що ураган "Ірма" досяг до материкової частини штату Флорида, на південь від міста Нейплс. По узбережжю вдарили гігантські штормові хвилі висотою до 4,5 метра, ураган спричинив зливи. Без світла на Флориді залишаються понад 3 млн домогосподарств.

## Наслідки
Станом на 14 вересня загинуло 80 осіб, реальні збитки підраховуються.
Станом на 11.09.17 відомо, що  в країнах Карибського басейну загинуло щонайменше 28 людей.

## Попередження МЗС України
Міністерство закордонних справ України закликає громадян держави утриматися від поїздок до країн району Карибських островів, через реальну небезпеку.

## Цікаво
Відомий мільярдер Річард Бренсон, який збирається запускати людей у космос, оголосив, що не буде евакуюватися зі свого приватного острова, який називається Некер і входить до системи Британських Віргінських Островів, через які проходить ураган «Ірма». Мільярдер разом зі своєю командою провів день та ніч, коли на острів налетіла «Ірма», у винному льосі з бетонними стінами.